# Kristin Gierischová
Kristin Gierischová (* 20. srpna 1990 Zwickau) je německá atletka, halová mistryně Evropy v trojskoku z roku 2017.
Na mistrovství Evropy v roce 2014 skončila v soutěži trojskokanek devátá. V následující sezóně se na halovém mistrovství Evropy v této disciplíně umístila čtvrtá, na světovém šampionátu v Pekingu devátá. V roce 2016 vybojovala stříbrnou medaili na halovém mistrovství světa v Portlandu. Největším úspěchem je pro ni titul halové mistryně Evropy v trojskoku v roce 2017. Na světovém šampionátu v Londýně ve stejné sezóně skončila v soutěži trojskokanek pátá.

## Osobní rekordy
- hala – 14,46 m – 2015
- venku – 14,40 m – 2017